# Alió
Alió település Spanyolországban, Tarragona tartományban. Alió Bràfim, Puigpelat, Valls, Vila-rodona és El Pla de Santa Maria községekkel határos. Lakosainak száma 504 fő (2024).

## Népesség
A település népessége az elmúlt években az alábbi módon változott:
| Lakosok száma | 139  | 690  | 482  | 478  | 343  | 391  | 384  | 432  | 439  | 504  |
|               | 1717 | 1887 | 1936 | 1960 | 1986 | 2004 | 2009 | 2014 | 2019 | 2024 |